# Sanddådra
Sanddådra (Camelina microcarpa) är en växtart i familjen korsblommiga växter. 